# Valeriana gracilipes
Valeriana gracilipes är en kaprifolväxtart som beskrevs av Dominique Clos. Valeriana gracilipes ingår i släktet vänderötter, och familjen kaprifolväxter. Inga underarter finns listade i Catalogue of Life.